# Macrojoppa stapedifera
Macrojoppa stapedifera är en stekelart som beskrevs av Joseph Kriechbaumer 1898. Macrojoppa stapedifera ingår i släktet Macrojoppa och familjen brokparasitsteklar. Inga underarter finns listade i Catalogue of Life.